# 42775 Bianchini
42775 Bianchini este un asteroid din centura principală de asteroizi.

## Descriere
42775 Bianchini este un asteroid din centura principală de asteroizi. A fost descoperit pe 26 octombrie 1998 la Cima Ekar de Ulisse Munari și Flavio Castellani. Asteroidul prezintă o orbită caracterizată de o semiaxă mare de 3,14 ua, o excentricitate de 0,25 și o înclinație de 22,8° în raport cu ecliptica.